# Lynar
Lynar ist ein deutscher Familienname.

## Namensträger
- Auguste Charlotte zu Lynar (1777–1863), angebliche Agentin Napoleons, siehe Auguste Charlotte von Kielmannsegge
- Friedrich Casimir zu Lynar (1673–1716), Herr zu Lübbenau
- Hermann Albert zu Lynar (1827–1887), preußischer Generalleutnant
- Hermann Maximilian zu Lynar (1825–1914), deutscher Standesherr, Mitglied des Preußischen Herrenhauses
- Hermann Rochus zu Lynar (1797–1878), Freier Standesherr auf Lübbenau, Mitglied des Preußischen Herrenhauses
- Johann Siegmund zu Lynar (1616–1665), kurbrandenburgischer Geheimrat, Obrist der Infanterie, Kommandant der Stadt Frankfurt an der Oder sowie Landrichter in der Niederlausitz
- Moritz Karl zu Lynar (1702–1768), deutscher Diplomat
- Moritz Ludwig Ernst zu Lynar (1754–1807), Standesherr auf Drehna, Landeshauptmann der Niederlausitz und Komtur des Johanniterordens
- Otto zu Lynar (1793–1860), Standesherr von Drehna und Brandis, Mitglied des brandenburgischen Provinziallandtages und formal des Preußischen Herrenhauses
- Rochus zu Lynar (Baumeister) (1525–1596), florentinischer Festungsbaumeister und Militär
- Rochus Carl zu Lynar (1745–1825), dänischer Generalleutnant
- Rochus Friedrich zu Lynar (Diplomat) (1708–1781), deutscher Diplomat, Herr von Lübbenau
- Rochus Friedrich zu Lynar (Politiker) (1857–1928), deutscher Offizier und Politiker, Herr von Lübbenau
- Wilhelm Graf zu Lynar (1899–1944), deutscher Offizier und Beteiligter am Attentat vom 20. Juli 1944